# Thomas Helveg
Thomas Lund Helveg, né le 24 juin 1971 à Odense au Danemark est un footballeur international danois. Il mesure 1,78 m et joue en tant qu'arrière droit ou stoppeur.

## Carrière
- 1989-nov. 1993 : OB Odense  Danemark
- nov. 1993-1998 : Udinese Calcio  Italie
- 1998-2003 : Milan AC  Italie
- 2003-2004 : Internazionale  Italie
- 2004-2005 : Norwich City  Angleterre
- 2005-janvier 2007 : Borussia Mönchengladbach  Allemagne
- janv. 2007-déc. 2010 : OB Odense  Danemark[1]

## Palmarès
- 108 sélections et 2 buts avec l'équipe du Danemark de 1994 à 2007, 1re sélection le 20 avril 1994 contre la Hongrie (3-1).
- Champion du Danemark en 1989 avec l'OB Odense
- Champion d'Italie en 1999 avec le Milan AC
- Vainqueur de la Coupe du Danemark en 1991 et 1993 avec l'OB Odense
- Vainqueur de la Coupe d'Italie en 2003 avec le Milan AC
- Meilleur joueur danois de l'année 1994